# Lorenzo Torrentino
Lorenzo Torrentino, nato Laurens van den Bleeck, latinizzato come Laurentius Torrentinus (Gemert, 1499 – Firenze, 2 febbraio 1563), è stato un tipografo e umanista olandese naturalizzato italiano.
Ebbe tra i suoi committenti il duca di Firenze Cosimo I de' Medici.

## Biografia

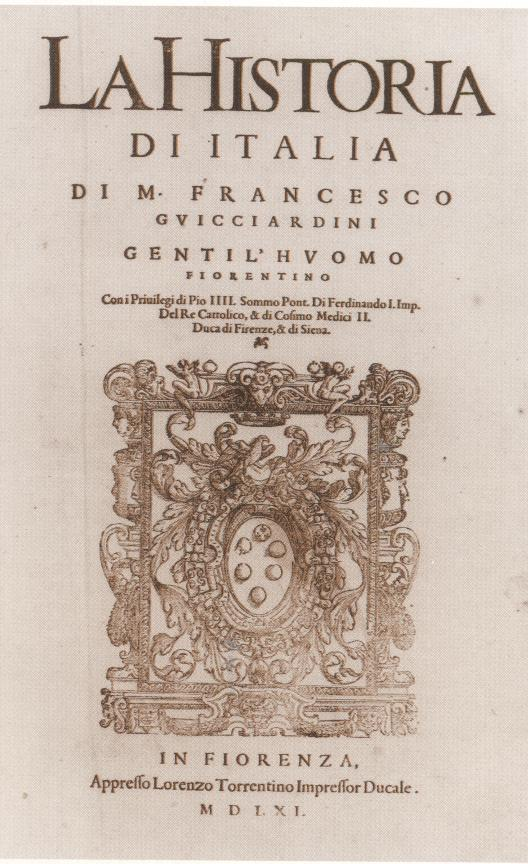
Frontespizio de La Historia di Italia di Francesco Guicciardini stampata da Lorenzo Torrentino (Firenze 1561).

Lorenzo Torrentino nacque con il nome di Laurens van den Bleeck a Gemert (cittadina del Ducato di Brabante nei Paesi Bassi), membro di una famiglia agiata. Probabilmente studiò alla Scuola Latina di Macropedius a Den Bosch. Successivamente, Torrentino deve aver lavorato per alcuni stampatori e librai ad Anversa, Basilea, Lione e Venezia. A partire dal 1532-1533 visse a Bologna, dove esercitò l'attività di stampatore e libraio insieme a un suo connazionale, il grande studioso di lingua greca Arnoldo Arlenio (Arnoldus Arlenius Peraxylus, alias Arndt van Eyndhouts da Aarle, anch'egli originario del Brabante). Qui operava per la “Libreria del Thodesco”. La loro tipografia si trovava vicino alla cappella di Sant'Andrea delle Scuole, nel centro di Bologna. Importarono libri greci e latini da Francia e Germania e vendettero libri in tutta Italia e non solo. Inoltre, lavorarono come agenti letterari ante litteram: mettevano in contatto proprietari di manoscritti ed autori con editori e stampatori. Torrentino si sposò con la bolognese Nicolosia de Amicis il 14 giugno 1543.
Nel 1546 fu invitato a Firenze dal duca Cosimo I de' Medici. Nel 1547 aprì la sua stamperia a Garbo, vicino alla chiesa di San Romolo. Essendo lo stampatore del duca, Torrentino produsse un notevole numero di libri, pari a 257. È proprio la grande vastità della sua produzione a renderlo degno di nota. Tra i volumi che produsse ci furono opere di autori come Alberti, Giovio, Guicciardini e Vasari. La stamperia di Torrentino prosperò e produsse opere di alta qualità. Una delle sue più importanti pubblicazioni fu, nel 1553, il Digesto, pubblicazione a stampa della codificazione del diritto romano raccolta dall'imperatore romano Giustiniano. Torrentino svolse l'incarico di «stampatore ducale» fino alla morte.

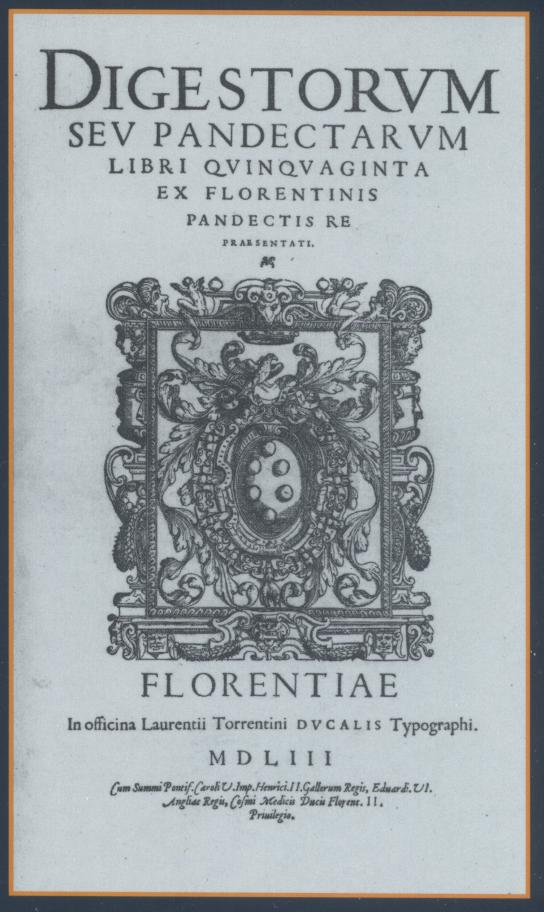
Frontespizio del Digestorum seu Pandectarum, etc. stampato da Lorenzo Torrentino (Firenze 1553).

Tra il 1554 e il 1555 Torrentino lavorò a Pescia. La sua prima moglie morì tra il 1552 e il 1557. Il 19 settembre 1558 si risposò con Lucrezia Albertinelli, vedova fiorentina. Nel 1562 fu chiamato a Mondovì per amministrare e dirigere la tipografia ivi fondata per volere del duca Emanuele Filiberto I di Savoia.
Morì a Firenze il 2 febbraio 1563. L'attività tipografica fu continuata dai figli Leonardo, Romolo e Bonaventura. Lorenzo Torrentino contribuì notevolmente allo scambio di idee tra i Paesi transalpini e l'Italia. Inoltre contribuì allo sviluppo delle lingue  toscana ed italiana.